# The Snearly Ranch Boys
Die Snearly Ranch Boys waren eine US-amerikanische Countryband aus Memphis, Tennessee.

## Karriere
Die Snearly Ranch Boys wurden Anfang der 1950er-Jahre von dem Schlagzeuger Clyde Leoppard gegründet. Weitere Mitglieder waren Stan Kesler, Smokey Joe Baugh und Bill Taylor. Die Snearly Ranch Boys spielten zu dieser Zeit reine Country-Musik.  Die Gruppe trat abends in Bars und Clubs auf oder spielte auf lokalen Veranstaltungen und im Radio. Im Cotton Club in West Memphis, Arkansas, stellten die Snearly Ranch Boys die Hausband.
1955 machten die Snearly Ranch Boys bei Sun Records in Memphis ihre ersten Plattenaufnahmen. Im März desselben Jahres wurde die Single Split Personality / Lonely Sweetheart auf dem Sublabel Suns, Flip Records, veröffentlicht. Als Sänger waren Smokey Joe und Bill Taylor zu hören. Mitte der 1950er-Jahre wurde die Gruppe um den Bassisten Jan Ledbetter und teilweise um den Schlagzeuger Johnny Bernero, der später auf einigen Aufnahmen von Elvis Presley mitspielte, erweitert. Besonders bekannt sind die Snearly Ranch Boys heute dafür, eine Vielzahl an späteren Sun-Künstlern als Sänger in ihrer Band gehabt zu haben, unter anderem Warren Smith, Jumpin’ Gene Simmons, Barbara Pittman, Jimmy Knight und Hayden Thompson. Auch Fiddler Jim Stewart, späterer Gründer von Stax Records, war zeitweise Mitglied der Snearly Ranch Boys. Die ständigen Mitglieder der Band machten teilweise auch Soloaufnahmen, wie Smokey Joe und Johnny Bernero.

Clyde Leoppard's Snearly Ranch Boys – Split Personality

Im Februar 1956 begleiteten sie Warren Smith bei seiner Aufnahme von Rock’n’Roll Ruby in den Sun Studios. Hierbei waren folgende Bandmitglieder anwesend: Buddy Holobaugh (Gitarre), Jan Ledbetter (Kontrabass), Smokey Joe Baugh (Klavier), Stan Kesler (Steel Guitar) und Johnny Bernero (Schlagzeug). Aufgrund von Streitigkeiten mit Smith trennte sich die Gruppe jedoch wieder von dem Sänger. Im April desselben Jahres fungierten sie als Hintergrundband von Barbara Pittman.
Ende der 1950er-Jahre trennten sich die Snearly Ranch Boys, da viele Mitglieder weggezogen waren. Clyde Leoppard führte in den 1980er-Jahren ein Fastfoodrestaurant in Memphis.

## Diskographie
| Jahr | Titel                                 | Plattenfirma |
| ---- | ------------------------------------- | ------------ |
| 1955 | Split Personality / Lonely Sweetheart | Flip Records |